# Руново (Ленінградська область)
Руново (рос. Руново) — присілок у Гатчинському районі Ленінградської області Російської Федерації.
Населення становить 43 особи. Належить до муніципального утворення Кобринське сільське поселення.

## Географія
Населений пункт розташований на південній околиці міста Санкт-Петербурга.

## Історія
Згідно із законом від 16 грудня 2004 року № 113—оз належить до муніципального утворення Кобринське сільське поселення.

## Населення
| 1838 | 1848 | 1862 | 1928 | 1958 | 1997 | 2002 |
| ---- | ---- | ---- | ---- | ---- | ---- | ---- |
| 37   | ↘26  | ↗51  | ↗98  | ↗110 | ↘17  | ↗40  |
| 2007 | 2010 | 2014 | 2017 |      |      |      |
| ↘35  | ↗42  | →42  | ↗43  |      |      |      |